# North Perrott
North Perrott – wieś w Anglii, w hrabstwie Somerset, w dystrykcie (unitary authority) Somerset. Leży 65 km na południe od miasta Bristol i 196 km na zachód od Londynu. W 2011 miejscowość liczyła 246 mieszkańców.